# SPD (警備業)
SPD株式会社（えすぴーでぃー）は、埼玉県さいたま市浦和区に本社を置く警備業サービス会社である。

## 概要
- 主に関東/甲信越/関西地域での工場・研究所や企業社屋・商業施設・マンション等にて1号業務を実施
- 自治会企業や幼稚園学校の運動会から全国区でのプロ/アマスポーツイベント・企業自治体の祭典から、社寺の大祭やオリンピック・国際万博等の国際イベントでの雑踏警備も行う。
- 埼玉県内を主とする機械警備や防犯機器設置・販売は、関連会社の株式会社SPDアラームが主体で活動している。
- 建設土木関係での2号警備はSPD株式会社本体では請けておらず、子会社のTSS株式会社（旧・SPDトータル）と関連会社の株式会社SPDサービスが主に埼玉県・東京都・神奈川県で専門的に活動している。
- 公官庁の業務が少なく、民間企業/団体からの施設警備・イベント警備業務が多いのが特徴
- 一般参加者を募っての100Kmウォーキング大会を年1回春に主催していた（定期開催を2019年大会で終了を公表）。

## 沿革
- 1971年1月6日 - 樋口三夫が株式会社SPD警備保障を創立し、代表に就任
- 1975年6月 - SPDアラーム（機械警備）を開始。
- 1985年3月 - 国際科学技術博覧会 つくば '85万博協会警備として参加
- 1998年10月 - 本社ビル竣工。総務部イベント事業部アラーム事業部が入居
- 1998年12月 - 長野オリンピックに協会直轄警備とスケートリンク会場警備で参加
- 2002年
  - 2月 - 浦和支社を本社ビルへ移転。
  - 千葉支社を船橋市から佐倉市へ移転。   　
  - 　　  所沢支社を浦和支社西部地区として統合
  - 4月 - 埼玉県警備業協会会長に樋口恵二郎が就任
  - 6月 - 2002 FIFAワールドカップ場外雑踏警備JV筆頭で埼玉会場・協力会で横浜会場の警備に参加
  - 10月 - 埼玉まごころ国体警備実施。以後の国体セーリング競技へ継続的に警備参加
- 2005年
  - 2月 - 2005年日本国際博覧会　愛知万博協会警備へ人員出向
  - 6月 - 株式会社SPDセキュリAに社名変更
- 2006年12月 - 浦和レッズ優勝パレード警備実施
- 2007年6月 - 埼玉スタジアムCity支社開設
- 2008年11月 - 梅山謙一が取締役社長に就任
- 2009年4月 - 警備員の主要制服を千鳥柄の緑色から無地の緑色へ初の全体変更
- 2010年3月 - 樋口恵二郎が埼玉県警備業協会会長を退任
- 2011年6月 - SPDアラーム事業を法人化、株式会社SPDアラーム創業
- 2014年10月 - 横浜支社を拡張移転
- 2016年11月 - 菅野義明が代表取締役社長に就任
- 2018年
  - 3月 - 創業功労者で前会長の樋口恵二郎が死去
  - 5月 - 樋口長英が代表取締役へ就任。樋口恵二郎が死亡叙勲。勲位は旭日小綬章、叙位は正六位[1][2]
  - 6月 - 東京東支社を錦糸町に新設し、佐倉支社・埼玉スタジアムCity支社の業務を継承
- 2019年9月 - ラグビーワールドカップ熊谷会場　警備実施
- 2020年
  - 6月 - 熊谷支社を市内で増床のため移転
  - 7月 - 法人名をSPD株式会社へ変更
  - 8月 - 新ブランドマーク及び新CIを発表[3]
- 2021年
  - 8月 - 東京西支社を杉並区から三鷹市へ増床のため移転し、目黒区の東京南支社事業を統合
  - 9月 - さいたま本社さいたま支社イベント事業部を浦和駅前へ移転。
  - 　　　熊谷支社が遠隔地の巡回拠点を栃木県宇都宮/長野県安曇野/新潟県燕三条に設置
  - 11月 - さいたま支社を増床
- 2022年
  - 2月 - 東京東支社を増床
  - 4月 - 本社総務部の一部を東京都渋谷区の恵比寿サテライトオフィスへ移転。
  - 　　  横浜支社管轄　厚木巡回センター/大阪営業所を設置。
  - 　　  東京東支社管轄　流山巡回センターを設置
  - 9月 - 警備員の主要制服を緑色から灰色へ順次変更。創業以来2度目の全体変更で、基調色の変更は初
- 2023年
  - 4月 - 代表取締役社長に代表取締役副社長の高橋 慶彦が就任。樋口長英は代表取締役会長に留任
  - 7月 - 宇都宮巡回センターを増床移転し、宇都宮営業所を設置
  - 8月 - 大田区蒲田に東京南支社を設置
- 2024年6月 - 熊谷支社前橋巡回センターを高崎へ移転

## 事業所
- 恵比寿サテライトオフィス
  - 総務部（東京都渋谷区）
  - 品質管理部（大田区蒲田）
  - 本社教育部NerveCenter（大田区蒲田）
- さいたま本社（さいたま市浦和区）
- 埼玉支社（さいたま市浦和区）
  - イベント事業部：全国区
  - 常駐警備部：埼玉県南部西部エリア/東京都北部エリアの一部
- 東京東支社（東京都墨田区）エリア：東京都中部・東部地区/茨城県南部エリアの一部/千葉県全域
  - 流山巡回センター（千葉県流山市）
- 東京西支社（東京都三鷹市）エリア：東京都南部エリア/西部エリア/北部エリア地区
- 横浜支社（横浜市南区）エリア：神奈川県全域/関西エリア
  - 厚木巡回センター
  - 大阪営業所
- 熊谷支社（埼玉県熊谷市）エリア：北関東甲信越エリア全地域
  - 宇都宮営業所
  - 高崎巡回センター
  - 長野安曇野巡回センター
  - 新潟三条巡回センター

## 過去に存在した営業所
- 湯沢研修所(新潟県南魚沼郡)
- 浦和本社（北浦和駅前）
- 浦和支社（北浦和駅前）
- ライオン教室中央研修所（さいたま市中央区上峰）
- 館林巡回所（群馬県）
- 湘南鵠沼出張所（神奈川県）
- 所沢支社（航空公園駅前）
- 西部川越営業所（本川越駅前）
- 千葉支社（船橋駅付近）
- 城東支社（錦糸町）
- 東京支社（中野区）
- 横浜支社（吉野町）
- 春日部営業所（埼玉県春日部市）
- 東北復興営業所（宮城県仙台市）
- 軽井沢営業所（長野県軽井沢町）
- 埼スタCity支社/民間交番（さいたま市浦和区美園）
- 佐倉支社（千葉県佐倉市）
- 東京西支社（荻窪）
- 東京南支社（目黒区）
- 浦和本社（浦和区常盤）
- 前橋巡回センター(群馬県前橋市)

## 関連企業
- SPD&Company株式会社（旧社名：C&Jキャピタル株式会社）
- TSS株式会社(建設警備他雑踏警備全般・主に埼玉県）（旧社名：株式会社SPDトータルサービス）
- 株式会社アパマン清掃管理（ビルディング管理等　請負業）
- 埼玉県警備ユニオン （大規模雑踏警備業務に中小企業でも参加挑戦し業界成長成熟を加速させる為に設立した任意協力会）
- 株式会社エス・ピーデーサービス（現在は独立した企業体）（建設警備他雑踏警備全般・主に東京都/神奈川県/埼玉県）
- 株式会社SPDアラーム（現在は独立した企業体）（機械警備・防犯機器設置）
- 株式会社アラジンビルメインテナンス（独立した企業体）（清掃業）略称：SPDアラジン
- 有限会社SPDシステム（過去に存在した法人）
- 株式会社SPDサポート（過去に存在した法人）
- 有限会社SPスタッフ（過去に存在した法人）
- 有限会社SPDセキュリA（過去に存在した法人）
- ピース＆ピープル社

## 主な取引先
- 浦和レッドダイヤモンズ株式会社
- エヌ・ティ・ティ・スポーツコミュニティ株式会社
- 関電ファシリティーズ株式会社
- イオンディライト株式会社
- 株式会社東急コミュニティー
- セコムジャスティック上信越 株式会社
- 株式会社ザイマックス
- アイル・コーポレーション株式会社
- 株式会社アサヒファシリティズ
- 株式会社不二ビルサービス
- 日本管財株式会社
- 株式会社ビケンテクノ
- 株式会社マルエツ開発
- 正田醤油株式会社
- 平和食品工業株式会社
- DIC株式会社
- 大日製罐株式会社
- 株式会社エコ計画
- 三井金属鉱業株式会社
- 株式会社小糸製作所
- 株式会社ユニテックギア
- ミドリ安全株式会社
- 岩崎電気株式会社
- マーレジャパン株式会社
- 藤倉コンポジット株式会社
- 株式会社ベイシア
- サミット株式会社
- 株式会社Aコープ東日本
- 株式会社ヨーク
- 株式会社コンティ
- 株式会社マルエツ
- 株式会社ライフコーポレーション
- JU埼玉オートオークション株式会社
- 浦和商業開発株式会社
- 北浦和ターミナルビル株式会社
- 武蔵一宮 氷川神社
- 不動ヶ岡不動尊　總願寺
- 日高　高麗神社

　他多数